# Rafael María Nze Abuy
Rafael María Nze Abuy CMF (ur. 12 września 1926 w Puerto Iradier, zm. 7 lipca 1991) – gwinejski duchowny rzymskokatolicki, klaretyn, biskup Bata i arcybiskup Malabo, przewodniczący Konferencji Episkopatu Gwinei Równikowej. Pierwszy biskup pochodzący z Gwinei Równikowej.

## Biografia
Pochodził z grupy etnicznej Fang.
2 maja 1954 otrzymał święcenia prezbiteriatu i został kapłanem Zgromadzenia Misjonarzy Synów Niepokalanego Serca Błogosławionej Maryi Dziewicy.
9 sierpnia 1965 papież Paweł VI mianował go wikariuszem apostolskim utworzonego tego dnia wikariatu apostolskiego Río Muni oraz biskupem tytularnym sutunurskim. 12 grudnia 1965 w bazylice San Francisco el Grande w Madrycie przyjął sakrę biskupią z rąk arcybiskupa madryckiego Casimiro Morcillo Gonzáleza. Współkonsekratorami byli wikariusz apostolski Darién Jesús Serrano Pastor CMF oraz wikariusz apostolski Fernando Poo Francisco Gómez Marijuán CMF.
Jako ojciec soborowy wziął udział w czwartej sesji soboru watykańskiego II.
3 maja 1966 wikariat apostolski Río Muni został podniesiony do rangi diecezji. Tym samym bp Nze Abuy został biskupem Bata.
W kwietniu 1972 w wyniku antyklerykalnej polityki prezydenta Francisco Macíasa Nguemy musiał opuścić kraj. 9 maja 1974 zrezygnował z biskupstwa Bata.
Po obaleniu reżimu Francisco Macíasa Nguemy, bp Nze Abuy mógł powrócić do ojczyzny. 26 czerwca 1980 papież Jan Paweł II ponownie mianował go biskupem Bata (w latach 1972–1980 diecezja ta była zarządzana przez administratorów apostolskich). W tym też roku został administratorem apostolskim wakującej od 1976 diecezji Malabo.
21 października 1982 Jan Paweł II mianował go arcybiskupem metropolitą Malabo. W 1983 został pierwszym przewodniczącym Konferencji Episkopatu Gwinei Równikowej. Obie te funkcje sprawował do śmierci 7 lipca 1991.